# اليمين الجمهوري الليبرالي
اليمين الجمهوري الليبرالي Derecha Liberal Republicana هو حزب سياسي إسباني أسسه نيسيتا ألكالا زمورا حيث غير إسمه لاحقا إلى الحزب الجمهوري التقدمي (PRP). حيث كان موجوداً في الجمهورية الإسبانية الثانية.

## البداية
شكل نيسيتا ألكالا زمورا هذا الحزب بعد انفصاله عن الحزب الليبرالي ومعه ساسة آخرين، فأسس في 1930 تكوينًا جمهوريًا محافظًا جديدًا أسماه «اليمين الجمهوري الليبرالي» (DLR). اندمج الحزب الجديد مع تشكيل الحزب الجمهوري المحافظ التابع لميغيل مورا. حدث هذا قبل ميثاق سان سباستيان اللذان كانا جزءًا منه، ومع انتخاب الكالا زامورا رئيسًا للحكومة المؤقتة للجمهورية. بعد إعلان الجمهورية شارك في انتخابات الكورتيس التأسيسي 1931 ضمن قوائم الاقتراع الجمهوري الاشتراكي الذي حصل على 25 مقعدًا.